# Eurocephalus
Eurocephalus is een geslacht van zangvogels uit de familie klauwieren (Laniidae).

## Soorten
Het geslacht kent de volgende soorten:
- Eurocephalus anguitimens – Witkruinklauwier
- Eurocephalus ruppelli – Rüppells witkruinklauwier